# Lemmaphyllum squamatum
Lemmaphyllum squamatum är en stensöteväxtart som först beskrevs av Alan Reid Smith och X. C. Zhang, och fick sitt nu gällande namn av Li Wang. Lemmaphyllum squamatum ingår i släktet Lemmaphyllum och familjen Polypodiaceae. Inga underarter finns listade.